# Remy Zero (album)
Remy Zero è il primo ed eponimo album in studio del gruppo musicale statunitense Remy Zero, pubblicato nel 1996.

## Tracce
1. Temenos (Here Come the Shakes) – 3:30
2. Descent – 3:44
3. Water – 4:28
4. Gold Star Speaker – 5:08
5. Twister – 4:54
6. Chloroform Days – 3:23
7. Shadowcasting – 5:42
8. Queen of Venus – 2:31
9. Chromosome – 5:32
10. Christmas – 3:50